# تشسترتون، هونتينغدنشير (كامبريدجشير)
تشسترتون، هونتينغدنشير (بالإنجليزية: Chesterton, Huntingdonshire)‏ هي قرية وأبرشية مدنية تقع في المملكة المتحدة في إنجلترا.